# اسنپ (ترانه رزا لین)
اسنپ (انگلیسی: Snap)  ترانه‌ای از خوانندهٔ ارمنی رزا لین است که به‌طور رسمی در ۱۹ مارس ۲۰۲۲ در تمام پلتفرم‌های پخش منتشر شد. در حال حاضر و به‌دنبال گزینش داخلی آن توسط تلویزیون عمومی ارمنستان که پخش‌کنندهٔ اصلی مسابقه آواز یوروویژن در این کشور است، قرار است این ترانه، نمایندهٔ ارمنستان در مسابقه آواز یوروویژن ۲۰۲۲ در تورین، ایتالیا باشد.

## یادداشت
1. ↑  Larzz Principato
2. ↑  Jeremy Dusoulet
3. ↑  Allie Crystal
4. ↑  Courtney Harrell